# 甘榜吉宁清真寺

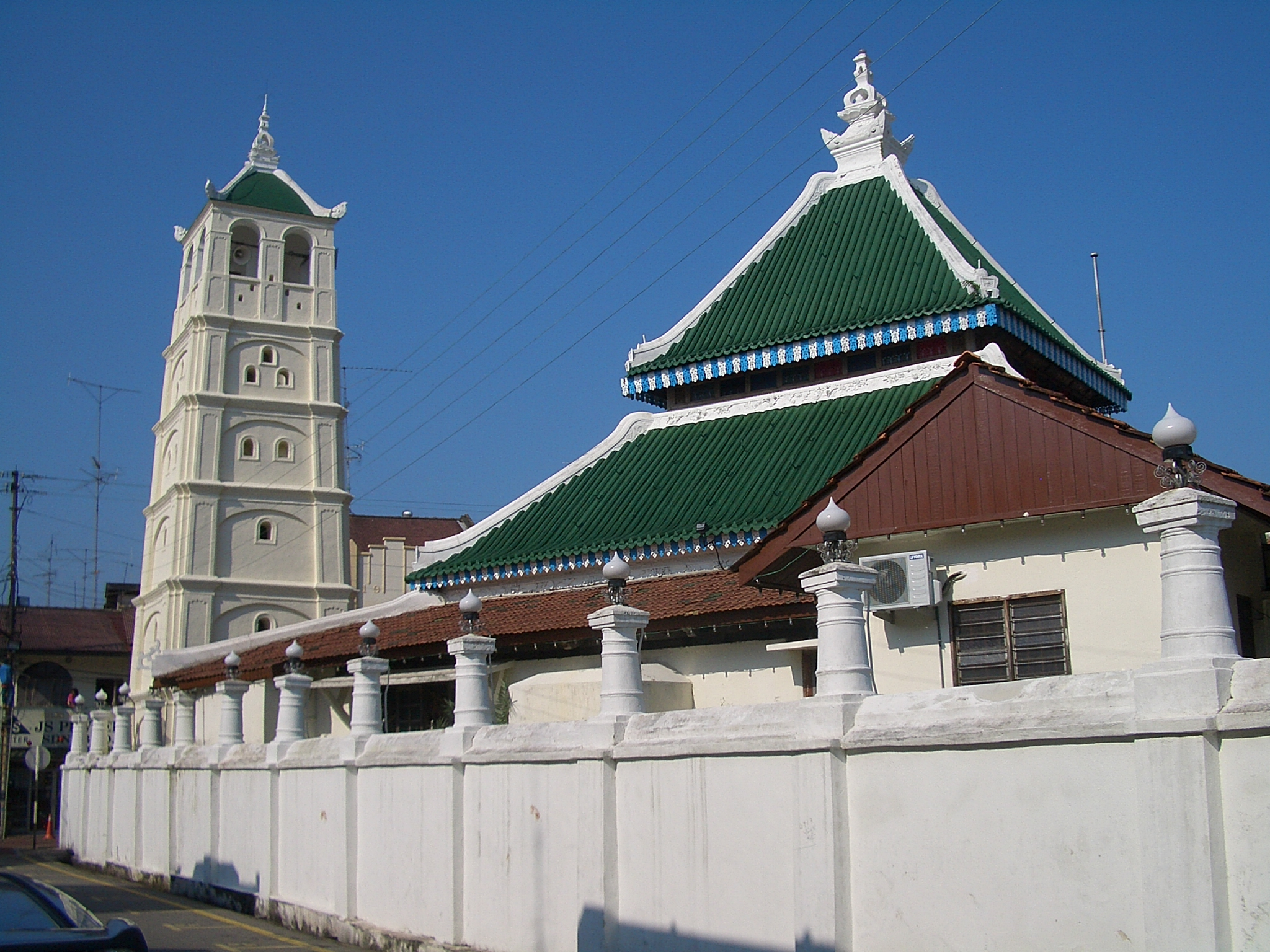
甘榜吉宁清真寺

甘榜吉宁清真寺是马来西亚马六甲一个古老的清真寺。
甘榜吉宁清真寺位于Jalan Tukang Emas，靠近Sri Poyatha Moorthi Temple和青云亭。

## 历史
最初的建筑为木质结构，由印度穆斯林商人建于1748年，1872年改建为砖砌建筑。该清真寺是马六甲传统的清真寺之一。仍然保留了其原有的设计，混合了苏门答腊、中国、印度教和马六甲马来风格。其叫拜楼类似佛塔，与沐浴池和门拱，与主体建筑同时建成。
清真寺不应与几个街区外的甘榜乌鲁清真寺（Kampung Hulu Mosque）相混淆，后者也有一个宝塔状的叫拜楼。